# Антураж (телесеріал)
«Антураж» (англ. Entourage) — американський телесеріал компанії HBO, створений Дагом Елліном, який оповідає про сходження молодої зірки кіно — Вінсента Чейза. У серіалі розповідається, як головний герой і його друзі дитинства з району Квінз міста Нью-Йорк направляються на недружню землю Голлівуду. Даг Еллін, Марк Волберг і Стівен Левінсон працювали в проєкті виконавчими продюсерами, побудувавши сюжет на вільному викладі життєвого досвіду Волберга як кінозірки.

## Історія створення
Згідно з твердженнями самого Марка Волберга, «Антураж» був вже в процесі розробки, коли його помічник попросив зняти його і його друзів, називаючи їх «веселими». За іншою версією це був давній друг Волберга — Ерік Вайнштейн, який запропонував ідею зняти фільм про щасливу компанію друзів актора. Щоб зробити опис голлівудського життя більш сатиричним, був обраний шлях створення в серіалі вигаданої історії, а не суворе документальне оповідання.
Передбачалося, що Вінсент Чейз, головний герой серіалу, буде сильно схожий на Волберга, але було вирішено, що частину його історії та історії його друзів (особливо щодо моментів їх кримінального минулого) не добре виглядатимуть у серіалі. Тому сценарій був полегшений за рахунок ряду подій, які не ввійшли в кінцевий сюжет.
Проте, згідно з Донні Керол, який послужив прототипом героя на прізвисько «Черепаха», ідея фільму про кіноактора і його друзів належить йому. Це прийшло йому в голову як книжкова історія, що оповідає про життя Керола і Волберга, названа їм «Від дитинства до Голлівуду, солдатська історія» (англ. From the 'Hood to Hollywood, A Soldier's Story).

## Ролі та дійові особи
Сюжет серіалу «Антураж» побудований навколо Вінсента Чейза (Едріан Греньє), молодого, напористого актора, який в результаті стає зіркою А-класу. Його історія заснована на вільному викладі історії Марка Волберга, який також є виконавчим продюсером серіалу. Його найкращий друг і менеджер — Ерік Мерфі (Кевін Коннелі) — «Рік», як друзі називають його, — заснований на другові Волберга і виконавчому продюсері Еріку Вайнштайну. При цьому він також отримав риси від Стівена Левінсона — менеджера Волберга.
Старший брат Вінсента — Джонні «Драма» Чейз (Кевін Діллон) також виступає в ролі особистого кухаря і тренера Вінсента. Джонні — актор С-класу, який свого часу зіграв головну роль у серіалі «Пригоди вікінгів». Його роль у новому популярному серіалі «П'ять міст» починає відроджувати минулу славу. Цей персонаж заснований на Джонні «Драма» Олвесе (двоюрідному братові Марка Волберга), якого Донні Волберг попросив доглянути за молодшим братом, щоб той не потрапив у якусь халепу.
Закінчує групу друзів Сел «Черепаха» Асанте (Джеррі Феррара), який є ще одним другом дитинства Вінсента. Офіційна роль «Черепахи» — бути водієм і помічником Вінсента, хоча часто його цінність за сюжетом ставиться під питання. Цей персонаж заснований на старому другові Марка Волберга — Доні Керролі на прізвисько «Осел». Керрол прослуховувався на цю роль, але уродженець Бостона не пройшов проби, коли було вирішено, що герої будуть з Нью-Йорка. Керрол помер 18 грудня 2005 від нападу астми.
Арі Голд (Джеремі Півень) в серіалі постає слизьким, але привабливим агентом Вінса. За цю роль Півен кілька разів номінувався на премію «Еммі». Герой Арі заснований на реально існуючому агенті Волберга — Арі Емануель.
Кевін Конноллі, Едріан Греньє, Кевін Діллон, Джеррі Феррара і Джеремі Півен взяли участь в кожному епізоді починаючи з першого. Дебі Мазар, яка виконувала роль Шони, епізодичного героя серіалу починаючи з першого сезону, повернулася до нього і в другому.

## Другорядні персонажі
У серіалі багато другорядних персонажів. Іноді їх грають зірки (Малкольм Макдавелл, Карла Гуджино), іноді зірки грають пародії на самих себе (Менді Мур, Сет Грін).

## Екранізація серіалу
Повнометражна стрічка режисера, продюсера і сценариста Даґа Елліна, вийшла 2015 року. У головних ролях Кевін Конноллі, Адріан Ґреньє, Кевін Діллон.
Вперше фільм продемонстрували 27 травня 2015 року в США. В Україні в кінопрокаті показ фільму розпочався 30 липня 2015 року.